# Farruch Zokirov
Farruch Karimovitj Zokirov (uzbekiska: Фаррух Каримович  Зокиров), född 16 april 1946 i Tasjkent i Uzbekiska SSR, är en uzbekisk sångare, kompositör och skådespelare.
Zokirov föddes som son till operasångaren Karim Zirkorov och hans hustru folksångerskan Shohista Saidova. Paret, som möttes när de studerade på Moskvakonservatoriet, har sex barn varav fyra har gjort karriär inom musiken.
Han grundade folkrockbandet Yalla år 1976 och har utsetts till Folkets artist i flera sovjetrepubliker. År 1981 uppträdde han på populärmusikfestivalen Pesnja goda med en låt med text av poeten Rabindranath Tagore, som blev en av Sovjetunionens mest populära låtar.
Zokirov var viceminister för kultur och sport i Uzbekistan från maj 2002 till juli 2004.